# Aleksander Omiljanowicz
Aleksander Paweł Omiljanowicz (ur. 8 maja 1923 w Remieńkińi, zm. 6 kwietnia 2006 w Barczewie) – polski pisarz, funkcjonariusz aparatu bezpieczeństwa PRL.

## Życiorys
Syn Piotra i Bronisławy Omiljanowiczów. Był więźniem hitlerowskich obozów koncentracyjnych. W 1946 pełnił obowiązki szefa III sekcji do walki z bandytyzmem w suwalskim Urzędzie Bezpieczeństwa. Na podstawie jego dokumentów skazano na karę śmierci 4 osoby. Szef Powiatowego Urzędu Bezpieczeństwa Publicznego w Iławie i Nidzicy. Później pracował m.in. jako redaktor „Głosu Koszalińskiego”, „Gazety Białostockiej” i „Niwy”.
Autor wielu książek opisujących zdarzenia z II wojny światowej, a także powojenne walki partyzantów antykomunistycznych.
W 2005 sąd oddalił odwołanie się Omiljanowicza od wyroku skazującego go na 4,5 roku pozbawienia wolności za zbrodnie przeciwko ludności w latach 1946–1947. Sąd w Suwałkach uznał go za winnego „bezprawnego zatrzymywania, bicia i znęcania się nad członkami organizacji niepodległościowych, głównie ugrupowania Wolność i Niezawisłość”.
Proces sądowy wykazał również, że był on współpracownikiem sowieckiego wywiadu wojskowego Smiersz. Penetrował polskie podziemie, a także donosił na oficerów Wojska Polskiego o poglądach antysowieckich. Za swoją działalność miał pobierać pieniądze od Rosjan.
Od września 2005 odbywał karę więzienia w Białymstoku, po pogorszeniu stanu zdrowia w Barczewie. Ze względu na konieczność operacji onkologicznej uzyskał kilkumiesięczne zwolnienie, do więzienia wrócił w marcu 2006. Ubiegał się bezskutecznie o kasację wyroku i ułaskawienie prezydenta RP. Zmarł w kwietniu 2006 w zakładzie karnym w Barczewie koło Olsztyna.

## Wybrana bibliografia
- V-Mann „Karol 32" (1960) z serii wydawniczej Biblioteka Żółtego Tygrysa nr. 11/1960
- Było to nad Czarną Hańczą” (1960)
- Listy spod gilotyny (1964)
- Barykada (1968)
- Duch Białowieży (1971)
- Stalowy szlak (1972)
- Tropiąc cienie” (1975)
- Gustaw (Moskwa 1978)
- Znikające echa (1979)
- Cienie powracają (1982)
- Argentyńska mozaika (1984)
- Szpiegowski nokturn (1985)
- Azyl w dżungli (1989)
- Duch zemsty (1991)
- Przed wyrokiem: rozmowy z gestapowcem (1998)
- Wyrok
- Kryptonim tajne

## Wyróżnienia
- Dyplom honorowy Związku Pisarzy ZSRR (1979)[2]